# 罗蕾莱号蒸汽游艇 (1885年)
“罗蕾莱”号蒸汽游艇（SMS Loreley）原是一艘隶属于德意志帝国海军的舰船，主要在地中海服役。该船最初于1885年建造时是一艘蒸汽游艇，1896年被德国购买，并调拨到君士坦丁堡用作外交用途。第一次世界大战结束后，“罗蕾莱”号被卖给了土耳其的一个私人所有者，并最终于1926年在黑海的一次航行中失踪。

## 设计
“罗蕾莱”号是一艘蒸汽游艇，因此其结构不如军舰坚固。船体为钢质横肋结构，甲板为木质，共有六个横向隔舱。虽然被认为是一艘易于驾驶的优质海船，但在波涛汹涌的大海中它还是比较容易发生摇晃。该船的推进系统分为独立的锅炉房和发动机房，一座带有四个炉膛的单缸锅炉，为三缸复合蒸汽机提供蒸汽。这使得该船的最大行驶速度可达到11.9节，而其总燃料容量为180吨煤，意味着在9节的巡航速度下总续航里程可达到3,900海里。除了蒸汽推进设备外，“罗蕾莱”号还拥有全套帆具。该船为一艘纵帆船，船上拥有三根桅杆，总帆面积最初为435平方（4,680平方英尺）。在其服役后期，后桅杆改为高帆，使帆面积缩小至400平方（4,300平方英尺）。

## 历史

### 建造和購買
1884年，总部位于格拉斯哥的造船商大卫和威廉亨德森公司接到来自AHG威蒂公司（AHG Wittey & Co）的订单，要求建造一艘蒸汽游艇。1885年6月1日，这艘被命名为“莫希干”号（Mohican）的新游艇下水，并于次年交给了它的主人——来自拉格斯的工业家约翰和威廉·克拉克。约翰·克拉克经常使用这艘游艇，甚至在1887年大西洋航行至纽约途中参与了对另一艘游艇“莉莲”号（Lilian）的救援。1894年约翰·克拉克（John Clark）去世后，“莫希干”号被挂牌出售，最终于1896年被德意志帝国海军购得。当时，德国正在寻求替换常驻君士坦丁堡的明轮船通报舰“罗蕾莱”号。在购买“莫希干”号时，该船被临时命名为“罗蕾莱代舰”，并进行了小规模改装，包括增加了两门50毫米SK L/40炮。

### 服役
“罗蕾莱代舰”于1896年8月6日投入使用后立即被派往君士坦丁堡，并于9月7日抵达该地。该船抵达后，明轮船“罗蕾莱”号正式退役，新船接替了其职责和名称。这艘新船的主要任务是代表德意志帝国在东地中海地区航行。为此，“罗蕾莱”号经常被德国大使用于外交目的，同时也用于黑海和爱琴海的巡航和港口访问活动。1898年，德皇威廉二世访问土耳其时，“罗蕾莱”号被用作随访活动。最初，它护送皇家游艇“霍亨佐伦”号及其护航巡洋舰“赫塔”号从特内多斯岛前往君士坦丁堡，之后在德皇访问圣地之前带他进行了一次黑海短途旅行。
在服役期间，德皇家族成员曾多次搭乘“罗蕾莱”号前往地中海。1900年，德皇的母亲弗里德里希皇太后在意大利莱里奇逗留期间，曾使用过这艘船；1904年，威廉皇储和他的兄弟埃特尔·弗里德里希亲王也乘坐“罗蕾莱”号访问了土耳其。“罗蕾莱”号还多次随德国领事访问地中海各港口，作为海外德国人征召入伍的登记点。
1909年4月，因安纳托利亚南部发生了针对亚美尼亚族人的袭击，“罗蕾莱”号做好了可能加入现役的准备。这艘船于4月20日出发，并在安纳托利亚地区停留了四天，为德国和奥匈帝国公民提供援助，直到轻型巡洋舰“汉堡”号接防。4月27日，“罗蕾莱”号返回君士坦丁堡。然而就在同一天，苏丹阿卜杜勒哈米德二世在青年土耳其党革命后被废黜。之后，“罗蕾莱”号又被用来将被废黜的苏丹运送到萨洛尼卡。
1912年10月第一次巴尔干战争爆发后，德国扩大了海军在地中海地区的存在。“罗蕾莱”号被分配至新成立的地中海分队，该分队还包括战列巡洋舰“戈本”号和轻巡洋舰“布雷斯劳”号。由于大型战舰“戈本”号的存在，“罗蕾莱”号只能承担一些次要的任务，其中最引人注目的是在1912年11月萨洛尼卡被希腊军队攻占后，将前奥斯曼帝国苏丹送回君士坦丁堡。1914年3月在亚历山大进行维护后，这艘船于1914年4月被德皇用于访问科孚岛。7月12日，该船在访问士麦那后返回君士坦丁堡，这也是该舰和平时期的最后一次外交访问。第一次世界大战爆发后，“罗蕾莱”号退役，之后在马尔马拉海运作为补给船和临时货运船。该船于1917年12月恢复现役，但最终于1918年11月2日退役。
战争结束后，“罗蕾莱”号被卖给了一家土耳其运营商用作货船。该船被更名为“哈吉帕夏”号（Haci Paşa），1926年1月2日从巴统出发，载着一船箱装石油前往萨姆松。在途中，“哈吉帕夏”号在黑海某处沉没。

## 脚注

### 引文
1. ↑  朱鸿飞 (2016)，第87頁.
2. ↑  《船舶名词术语》编订组 (1980)，第101頁.
3. 1 2  Gröner (1982)，第168 f.頁.
4. ↑  劳伦斯 (2013)，第70頁.
5. 1 2 3 4  Hildebrand et al. (1981)，第231頁.
6. ↑  章骞 (2013)，第1頁.
7. ↑  Hildebrand et al. (1981)，第175頁.
8. 1 2  Hildebrand et al. (1981)，第232頁.
9. 1 2  Hildebrand et al. (1981)，第233頁.
10. ↑  . Scottish Built Ships. Caledonian Maritime Research Trust.   [2022-04-02]. （原始内容存档于2024-07-26）.

## 扩展阅读
- Gröner, Erich; Jung, Dieter; Maass, Martin.  [Die deutschen Kriegsschiffe 1815–1945. Band 1: Panzerschiffe, Linienschiffe, Schlachtschiffe, Flugzeugträger, Kreuzer, Kanonenboote]. Munich: Bernard & Graefe Verlag. 1982. ISBN 978-3-76-374800-6 （德语）.
- Hildebrand, Hans; Röhr, Albert; Steinmetz, Hans-Otto.  [Die deutschen Kriegsschiffe. Biographien - ein Spiegel der Marinegeschichte von 1815 bis zur Gegenwart. Band 4]. Ratingen: Mundus Verlag. 1981. ISBN 978-3-78-220235-0 （德语）.
- Hildebrand, Hans; Röhr, Albert; Steinmetz, Hans-Otto.  [Die deutschen Kriegsschiffe. Biographien - ein Spiegel der Marinegeschichte von 1815 bis zur Gegenwart. Band 5]. Ratingen: Mundus Verlag. 1981. ISBN 978-3-78-220456-9 （德语）.
- （英）山姆·威利斯. . 朱鸿飞 译. 北京: 金城出版社. 2017-01. ISBN 978-7-5155-1348-5 （中文（中国大陆））.
- 《船舶名词术语》编订组.  3. 北京: 国防工业出版社. 1980-04. CSBN 17034·36 （中文（中国大陆））.
- 劳伦斯·桑德豪斯 著，NAVAL+工作室 译. . 北京艺术与科学电子出版社. 2013. ISBN 978-7-89429-177-6 （中文（中国大陆））.
- 章骞.  第1版. 山东画报出版社. 2013年7月. ISBN 9787547405413. OCLC 876800013 （中文（中国大陆））.